# Lulworth Castle

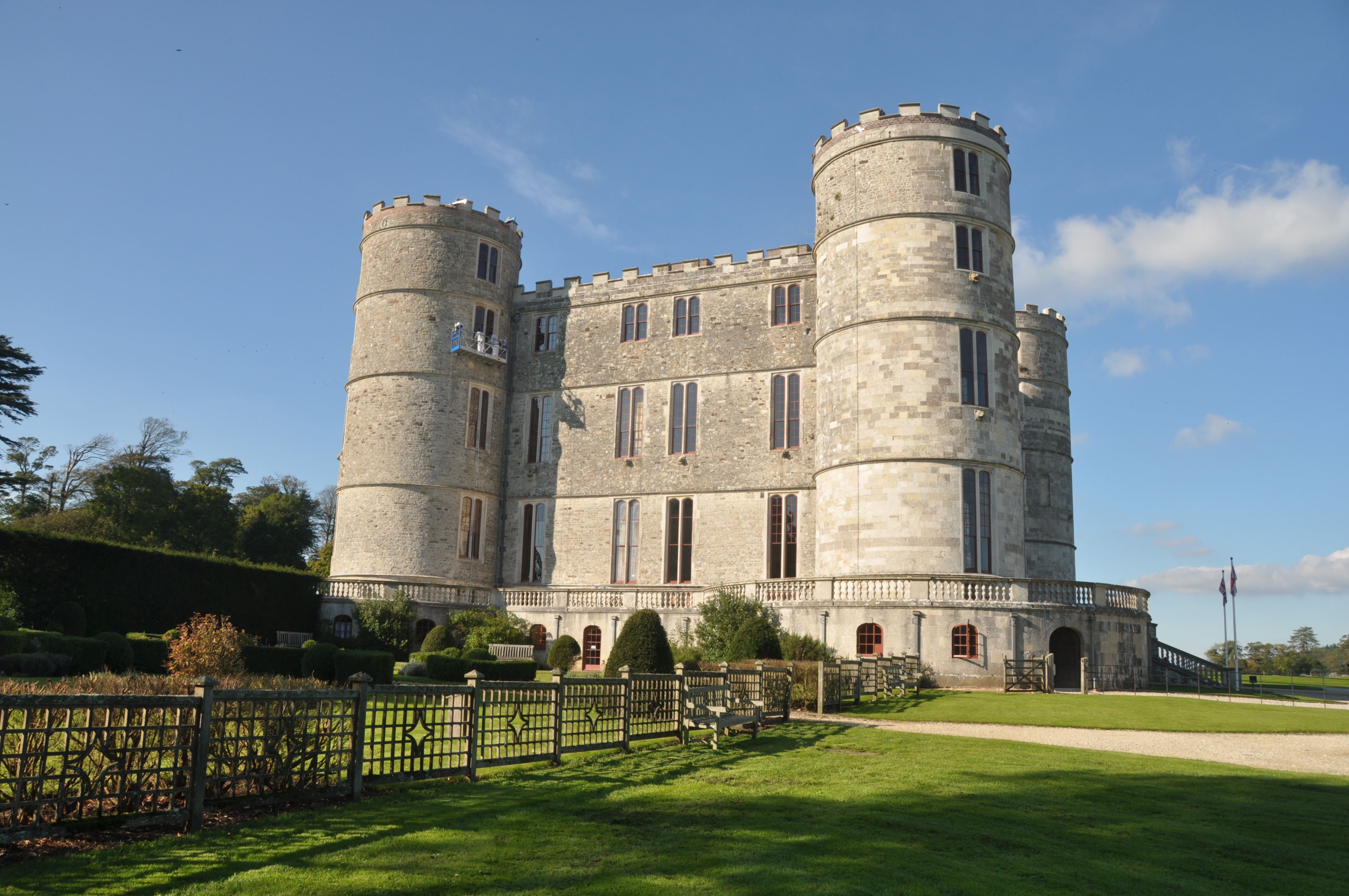
Lulworth Castle, 2013

Lulworth Castle ist ein in East Lulworth, Dorset, südlich von Wool, liegendes Schloss.
Lulworth Castle wurde zwischen 1588 und 1609 von Thomas Howard, 3. Viscount Howard of Bindon, einem Enkel des 3. Duke of Norfolk, als Jagdschloss erbaut, später jedoch in ein Landhaus umgebaut. 1641 verkaufte Howards Erbe das Gut an Humphrey Weld. 1786 wurde von Thomas Weld, dem Vater des Kardinals Thomas Weld der Bau einer Kapelle auf dem Gelände des Schlosses in Auftrag gegeben, die heute auch besichtigt werden kann. Im Jahr 1803 starb auf dem Schloss der französische Jesuit und Mystiker Jean Nicolas Grou. 1929 wurden durch ein Feuer große Teile des Schlosses zerstört. In den 1970er Jahren wurde das Schloss saniert. 1998 wurden die Arbeiten am Schloss beendet, woraufhin es der Öffentlichkeit freigegeben wurde.
Das Schloss und die umgebenden Anlagen stehen als Listed Building mit unterschiedlichem Schutzstatus (Grade) unter Denkmalschutz: das Hauptgebäude als Grade-I, die nördlichen Nebengebäude (North Lodges) als Grade-II*, die ehemaligen Stallgebäude sowie die Gartenanlage als Grade-II. Hauptbau und North Lodges mitsamt den umgebenden Gartenmauern sind außerdem als Scheduled Monument klassifiziert.